# Katastrofa lotu Korean Air 007
Lot 007 Korean Air – zestrzelenie samolotu pasażerskiego należącego do południowokoreańskich linii lotniczych Korean Air nad terytorium Związku Radzieckiego. 1 września 1983 roku samolot Boeing 747-200A (lot KAL 007 z Anchorage na Alasce do Seulu, stolicy Korei Południowej) z nieznanych przyczyn zboczył z kursu i wleciał na kilkadziesiąt kilometrów w głąb przestrzeni powietrznej Związku Radzieckiego, po czym został zestrzelony przez radzieckie myśliwce, co doprowadziło do śmierci wszystkich pasażerów znajdujących się na pokładzie – łącznie 269 osób.

## Pasażerowie i załoga lotu KAL 007
Samolot należący do południowokoreańskich linii lotniczych Korean Air wykonujący z Nowego Jorku lot nr 007 dotarł o godzinie 3:30 czasu lokalnego do Anchorage na Alasce. Do Seulu miał zabrać 246 pasażerów i 23-osobową załogę dowodzoną przez doświadczonego kapitana Chuna Byung-Ina, który służył od dziewięciu lat w lotnictwie cywilnym, a do roku 1972 jako lotnik wojskowy Koreańskich Sił Powietrznych przez dziesięć lat brał udział w pokazach i łącznie w powietrzu spędził 10 625 godzin. Wśród 246 podróżnych przeważali Koreańczycy, jednak miejsca na pokładzie zajęło także 61 obywateli Stanów Zjednoczonych – m.in. członek Izby Reprezentantów Stanów Zjednoczonych Larry McDonald.

## Samolot
Jedenastoletni samolot pasażerski Boeing 747-230B, o numerze rejestracyjnym HL7442, posiadał cztery silniki JT9D-7A produkcji Pratt & Whitney. Maszyna została dostarczona niemieckim liniom lotniczym Condor Flugdienst 17 marca 1972 roku. W roku 1979 Boeinga 747 wypożyczyły i przerejestrowały koreańskie linie lotnicze KAL.

## Przebieg lotu

Linią przerywaną oznaczono planowaną trasę lotu, ciągłą – rzeczywisty przebieg

Pół godziny po przylocie do Anchorage – po zatankowaniu paliwa i przygotowaniu wnętrza samolotu na przyjęcie kolejnych podróżnych – maszyna opuściła pas nr 32, udając się w trasę do stolicy Korei Południowej – Seulu. Członkowie załogi zostali poinstruowani, by utrzymywali kurs na radiolatarnię „Bethel”, a następnie na korytarz „Romeo 20”. Jednak wkrótce po rozpoczęciu rejsu samolot zaczął zbaczać z kursu i ominął radiolatarnię „Bethel” w odległości niemalże dwudziestu kilometrów na północ, zbliżając się do obszaru przestrzeni powietrznej Związku Radzieckiego nad Kamczatką, Sachalinem i pobliskim Morzem Ochockim. Ponieważ rejony te były w okresie trwającej wówczas zimnej wojny pilnie strzeżone przez Armię Radziecką, więc natychmiast po dostrzeżeniu na radarach obcego niezidentyfikowanego samolotu Rosjanie wysłali w jego kierunku cztery myśliwce, a następnie kolejne dwa – były to MiG-i-23. Ponieważ w okolicy, w rejonie na wschód od wybrzeży Kamczatki, znajdował się w tym czasie inny samolot – amerykański wojskowy samolot rozpoznawczo-szpiegowski Boeing RC-135 (także czterosilnikowy odrzutowiec) – siły powietrzne Związku Radzieckiego uznały, iż punkt na radarze jest w rzeczywistości echem radiolokacyjnym właśnie odrzutowca RC-135.
Taką też relację przedstawił 6 września 1983 roku dowódca sił powietrznych Związku Radzieckiego gen. Siemion Romanow podczas konferencji prasowej, podczas której oficjalnie przyznał to, że Związek Radziecki poczuwa się do odpowiedzialności strony radzieckiej za zestrzelenie samolotu, wyjaśniając to, iż była to pomyłka. Według niego samolot ten był podobny właśnie do amerykańskiego RC 135, który rzeczywiście w tym czasie operował w pobliżu kursu objętego przez Boeinga 747. Jednakże RC 135 znajdował się w odległości 1600 km, w międzynarodowej przestrzeni powietrznej.
Samolot wykonujący lot KAL 007 wkrótce opuścił przestrzeń powietrzną Związku Radzieckiego nad Morzem Ochockim, a myśliwce powróciły do swojej bazy. Przecinając trawers radiolatarni Nippi – w cztery godziny po starcie z Anchorage – załoga koreańskiego Boeinga znajdowała się już w odległości trzystu kilometrów od wyznaczonej trasy, lecąc prosto na Sachalin.

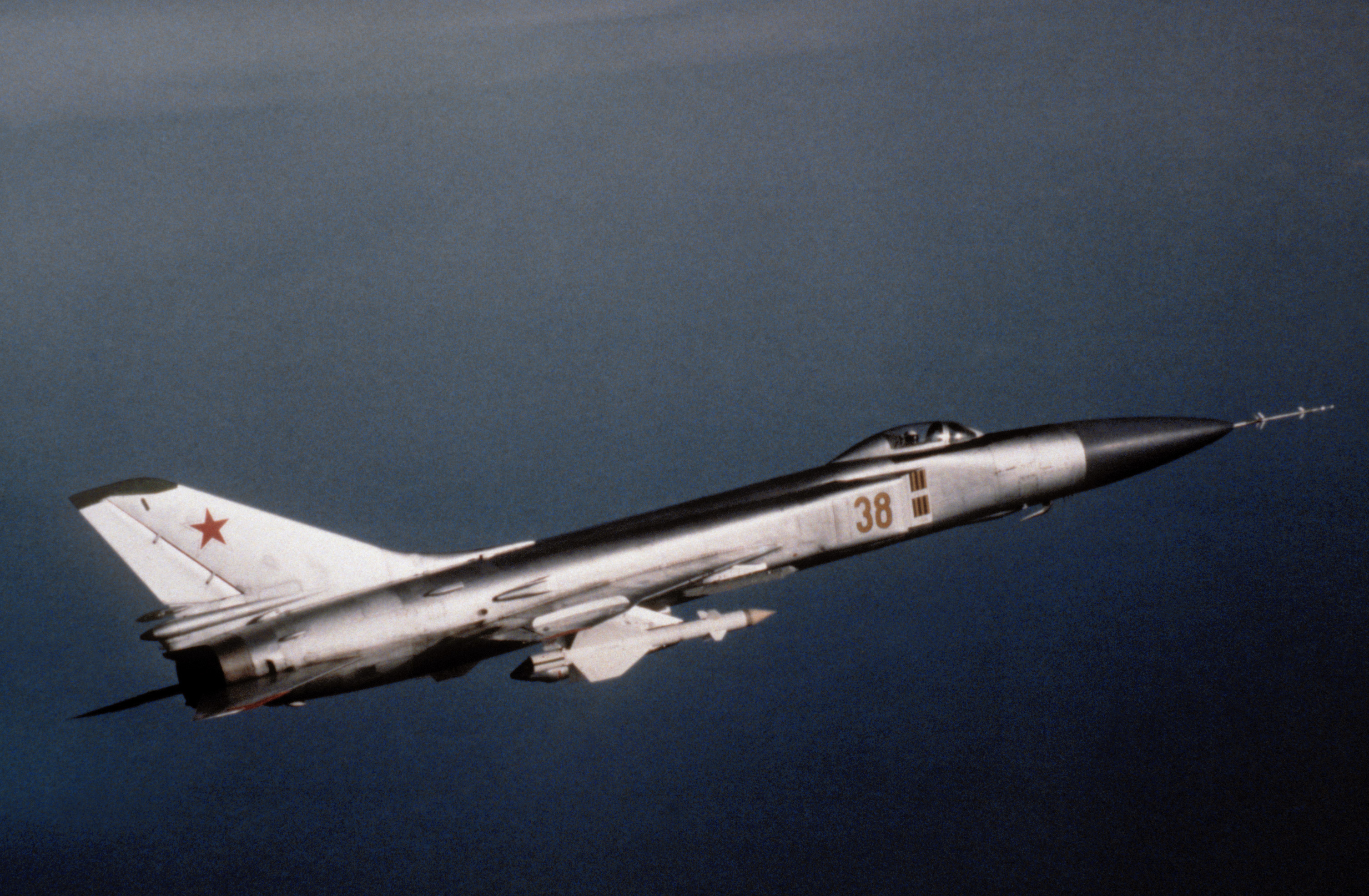
Su-15 w locie bojowym z pociskami R-98

O godzinie 2:42 czasu lokalnego dwa myśliwce – tym razem Su-15 – zostały wysłane w stronę Boeinga. Po 31 minutach samolot wszedł w przestrzeń powietrzną Związku Radzieckiego, a wkrótce po tym Su-15 przechwyciły go. Major Giennadij Osipowicz, pilot jednego z Su-15 o numerze taktycznym 805, najpierw oddał serię ostrzegawczą ze strzeleckiej broni pokładowej przed kokpitem Boeinga. Ponieważ myśliwca nie wyposażono w amunicję smugową, piloci rejsu nr 007 mogli nie zauważyć strzałów ostrzegawczych. Następnie pilot myśliwca – po otrzymaniu rozkazów z ziemi, o godzinie 3:22 odpalił w kierunku samolotu pasażerskiego rakiety powietrze-powietrze. Z dwóch wystrzelonych rakiet R-98 (będących późną wersją rakiety R-8M2 Kaliningrad, nazywanej w kodzie NATO Advanced Anab) w cel o godzinie 3:26 trafiła jedna. Była to rakieta naprowadzana radarem. Natomiast rakieta posiadająca głowicę z sensorem termicznym (na podczerwień) chybiła najprawdopodobniej z powodu awarii głowicy lub zapalnika.
Trafienie jednej z rakiet spowodowało poważne uszkodzenie samolotu i choć dokładnie nie wiadomo, co wydarzyło się po eksplozji, przypuszcza się, iż we wnętrzu maszyny nastąpiła dekompresja, a załoga straciła kontrolę nad odrzutowcem. Samolot wpadł w korkociąg i runął do Morza Japońskiego. W momencie trafienia samolot wykonujący lot KAL 007 znajdował się kilka kilometrów poza terytorium Związku Radzieckiego, lecz wciąż w jego przestrzeni powietrznej, uwzględniając pas wód terytorialnych.

## Następstwa
Prezydent Stanów Zjednoczonych Ronald Reagan potępił zdarzenie, które nazwał „masakrą”, „aktem barbarzyństwa” i „zbrodnią przeciwko ludzkości”. Skutkiem gwałtownego pogorszenia się stosunków amerykańsko-radzieckich był m.in. zakaz lotów dla Aerofłotu nad terytorium Stanów Zjednoczonych.
Nie do końca wyjaśnione są zarówno przyczyny zejścia z kursu samolotu pasażerskiego (podejrzewa się błąd w ustawieniach automatycznego pilota). „Czarna skrzynka” samolotu, który wykonywał lot KAL 007, została wyłowiona przez Rosjan z morza, co zostało zatajone przed opinią publiczną aż do roku 1992, kiedy ówczesny prezydent Rosji Borys Jelcyn przekazał ją Koreańczykom. Nie wyjaśniła ona wiele poza tym, co i tak było wiadome wcześniej: że samolot wykonujący lot KAL 007 niewątpliwie nie realizował misji szpiegowskiej i że formalnie znajdował się nad terytorium Związku Radzieckiego.

## Ofiary według obywatelstwa
| Kraj              | Liczba ofiar |
| ----------------- | ------------ |
| Korea Południowa  | 105          |
| Stany Zjednoczone | 62           |
| Japonia           | 28           |
| Tajwan            | 23           |
| Filipiny          | 16           |
| Chiny             | 12           |
| Kanada            | 8            |
| Tajlandia         | 5            |
| Australia         | 2            |
| Wielka Brytania   | 2            |
| Dominikana        | 1            |
| Indie             | 1            |
| Iran              | 1            |
| Malezja           | 1            |
| Szwecja           | 1            |
| Wietnam           | 1            |
| Razem             | 269          |

## Kontrowersje
W związku z tym zdarzeniem, istnieje kilka kontrowersji.
W przypadku załogi samolotu wykonującego lot KAL 007 i całych linii lotniczych Korean Air:
1. Powszechna praktyka długotrwałego (na miesiące, a nawet lata) kierowania danej załogi na tę samą trasę, przez co popadała ona w rutynę i nie dbała o przestrzeganie procedur (procedury programowania systemu nawigacji bezwładnościowej INS sterującego automatycznym pilotem wymagały kilkakrotnego sprawdzania wpisanych współrzędnych 6 punktów etapowych trasy, czego z dużym prawdopodobieństwem nie zrobiono – ponieważ w systemie tym współrzędne każdego punktu etapowego były obliczane względem poprzedniego, to pomyłka w jednych z nich powodowała, że dalsza część trasy była niewłaściwa; w KAL każda załoga otrzymywała gotowe listy współrzędnych do poszczególnych części swej trasy). W takiej sytuacji jest możliwe, że wskutek błędu we wpisanych współrzędnych lot odbył się po niewłaściwej trasie.
2. Nadmierne zaufanie pokładane przez załogi w bardzo nowoczesny wówczas system INS i niekontrolowanie go innymi metodami nawigacji (nad północnym Pacyfikiem w nocy wtedy dostępna była tylko astronawigacja i niepopularny system radionawigacji Omega, którego zresztą samoloty KAL nie posiadały).
3. Zgodnie z zapisami pochodzącymi z tzw. „czarnej skrzynki” (rozmowy załogi) członkowie załogi na większość czasu lotu opuścili kabinę pilotów (pozostawiając „dyżurnego” – najmłodszego w załodze inżyniera pokładowego, który nie znał się na nawigacji i prawdopodobnie ograniczył się tylko do kontroli przyrządów i nasłuchu radia) i udali się do lecących pierwszą klasą znajomych. W takiej sytuacji mogli nie zorientować się w swoim położeniu.
4. Istnieje hipoteza przedstawiona w serii „Katastrofy w przestworzach”, że piloci po zaprogramowaniu systemu INS nie uruchomili go, lecąc przez cały czas według stałego kursu magnetycznego w kierunku lotniska w Seulu; w konsekwencji dwa razy naruszyli przestrzeń powietrzną Związku Radzieckiego nad Kamczatką i Sachalinem.

W przypadku lotnictwa Stanów Zjednoczonych, prowadzącego loty zwiadowcze w pobliżu granic Związku Radzieckiego:
1. Praktyka latania samolotów zwiadu elektronicznego RC-135 (przebudowany Boeing 707) w tym samym korytarzu lotniczym, co samoloty pasażerskie.
2. Niepodjęcie jakiejkolwiek próby nawiązania kontaktu z załogą samolotu wykonującego lot KAL 007 i poinformowania jej o tym, że wlatuje w przestrzeń powietrzną Związku Radzieckiego.

W przypadku radzieckiej obrony powietrznej:
1. Techniczne nieprzygotowanie do takiej sytuacji – brak możliwości odbioru sygnałów z cywilnych transponderów zgodnych z wymaganiami Organizacji Międzynarodowego Lotnictwa Cywilnego (ICAO), nieposiadanie planów lotów pasażerskich w pobliżu granic Związku Radzieckiego – przez to nie było możliwe zidentyfikowanie samolotu koreańskiego, aby przez radio jednoznacznie wezwać jego załogę.
2. Niewyposażenie części myśliwców w amunicję smugową – np. samolot pilotowany przez majora Giennadija Osipowicza, który zbliżył się najbardziej do samolotu wykonującego lot KAL 007, akurat jej nie posiadał.
3. Nieprawidłowe szkolenie członków personelu (pilotów, radarzystów itd.) w przechwytywaniu samolotów bez ich zestrzeliwania – np. nie szkolono pilotów o tym, że w przypadku dawania sygnałów światłami pozycyjnymi samolotu samolotowi pasażerskiemu myśliwiec powinien być przed nim (a nie z tyłu), ponieważ piloci w kabinie dużego samolotu pasażerskiego nie mają dobrej widoczności do tyłu [sygnały dawane przez samolot z tyłu dostrzec mogą najwyżej pasażerowie, którzy muszą się zdecydować wezwać stewardesę, która dopiero, zobaczywszy światła (a pilot myśliwca w międzyczasie mógł zaprzestać błyskania nimi), zawiadomiłaby pilota].
4. Nieudolne prowadzenie całej akcji – samolot wykonujący lot KAL 007 leciał długo nad Związkiem Radzieckim, a właściwie doścignął go tylko 1 myśliwiec (pilotowany przez majora Giennadija Osipowicza) i to niedługo przed opuszczeniem przestrzeni powietrznej Związku Radzieckiego; pozostałe zbliżyły się do niego w stosunkowo dużej odległości (poza zasięgiem działek).

W przypadku majora Giennadija Osipowicza:
1. Niepoinformowanie dowództwa o tym, że śledzony samolot to Boeing 747 (pilot wzrokowo zidentyfikował typ), a nie RC-135 (jak dowództwo sądziło) – pilot w wywiadzie z 1996 roku stwierdził, że nie zrobił tego, ponieważ nikt go o to nie pytał.
2. Niewłaściwe wykonanie otrzymanego rozkazu zmuszenia samolotu wykonującego lot KAL 007 do lądowania (strzelanie bez pocisków smugowych – akurat ten samolot ich nie posiadał, nieustawienie się przed samolotem wykonującym lot KAL 007 po to, aby członkowie jego załogi widzieli światła myśliwca Su-15 itd.) – wywiad z radzieckim pilotem jest niejednoznaczny, bo z jednej strony mówi o niedostatkach szkolenia (np. nieznajomości języka angielskiego), ale z drugiej strony o przemożnej chęci zdobycia „sławy”, która mogła zniekształcić odbiór rzeczywistości (major Giennadij Osipowicz wiedział o tym, że kończy mu się paliwo, co oznacza, że po zmuszeniu samolotu do lotu z nim, musiałby przekazać eskortowanie go na lotnisko docelowe innym maszynom, z których pilotami musiałby się podzielić „sławą”).
3. Major Giennadij Osipowicz znajdował się na tyle blisko koreańskiego samolotu, że widział prawidłowo włączone światła pozycyjne i antykolizyjne charakterystyczne dla maszyn cywilnych[a][b]; był też prawdopodobnie w stanie odczytać symbol linii lotniczych – obciąża go to tym bardziej, gdyż musiał zdawać sobie sprawę z tego, że sytuacja jest wysoce niejednoznaczna i istnieje niebezpieczeństwo zestrzelenia samolotu pasażerskiego – prawdopodobnie obawiał się konsekwencji niewykonania rozkazu i ostateczną decyzję pozostawił dowództwu, nie poinformował go jednocześnie o faktach, które znać mógł tylko on sam (typ samolotu, światła i oznakowanie samolotu, brak amunicji smugowej)
4. Pilot radziecki nie podjął próby nawiązania kontaktu radiowego z załogą koreańską – nie usprawiedliwia go nieznajomość języka angielskiego – Koreańczycy zorientowaliby się w sytuacji, gdyby usłyszeli komendy w języku rosyjskim.

W przypadku konstrukcji samego samolotu Boeing 747:
1. Brak wystarczających zabezpieczeń informujących pilota o niewłaściwej konfiguracji lotu – błędne położenie samolotu zgłaszał system INS – piloci do końca nie wiedzieli, gdzie się znajdują w rzeczywistości.

Bogusław Wołoszański w swojej książce zatytułowanej „Ten okrutny wiek” napisał o tym, że samoloty radzieckie towarzyszyły Boeingowi 747 wykonującemu lot KAL 007 przez 70 minut, dawały pilotowi sygnały reflektorami, a także strzelały pociskami smugowymi. Jednakże w kontekście tego, co opisano powyżej, istniało bardzo małe prawdopodobieństwo tego, że członkowie załogi samolotu należącego do KAL mogli cokolwiek dostrzec. Dowództwo radzieckie przynajmniej częściowo uznało odpowiedzialność majora Giennadija Osipowicza za całą sytuację i dlatego nie otrzymał on przedterminowego awansu (na stopień podpułkownika został awansowany później, po odsłużeniu dłuższego czasu jako major, a na stopień pułkownika w momencie odchodzenia na emeryturę), a nagroda pieniężna była najniższa (200 rubli, podczas gdy inne osoby otrzymały co najmniej 400) – nie wyciągnięto wobec niego żadnych konsekwencji, ponieważ obawiano się, że informacje o tym mogłyby zostać wykorzystane propagandowo.

## Film dokumentalny
- Ten, który zestrzelił Boeinga, reż. Halina Aczkasowa, 2002